# Gravity (Ring of Fire)
Gravity è il  quinto album in studio del supergruppo musicale statunitense Ring of Fire, pubblicato il 18 novembre 2022.

## Tracce
1. The Beginning – 7:48
2. Storm Of The Pawns – 6:08
3. Melancholia – 4:41
4. Land of Frozen Tears – 4:21
5. Gravity – 6:24
6. King Of Fools – 5:35
7. Sky Blue – 3:14
8. 21St Century Fate Unknown – 4:21
9. Run For Your Life – 3:07
10. Sideways – 4:55